# Rebuscado
Se llama rebuscado al lenguaje y estilo, así como a los modales de las personas que por un exceso de pulcritud o de querer parecer originales resultan afectados.
Se usa para expresar una obra en la que se advierte el trabajo que se ha tomado el artista para encontrar cosas no comunes, para no ejecutar ni concebir nada de lo que anteriormente hayan ejecutado o concebido otros: actitudes rebuscadas, pensamientos rebuscados...significan actitudes, expresiones y pensamientos que al mismo tiempo que no son naturales, revelan la intención de parecer originales y ser más graciosos y profundos e ingeniosos de lo usual por lo que la palabra rebuscado se toma a mala parte.
A veces, muy raramente, se dice en buen sentido de una obra acabada aún en sus menores detalles que se encuentren.